# Raymond Pichard
Pour les articles homonymes, voir Pichard.
Raymond Émile Guillaume Désiré Pichard (né le 10 avril 1913 à Moyaux, Calvados et mort le 24 février 1992 à Caen) est un prêtre dominicain normand, pionnier de la télévision, à qui l'on doit l'émission Le Jour du Seigneur.

## Biographie
Fils d'Émile Pichard et de son épouse Marthe Fontaine, Raymond Pichard fréquente le pensionnat Jean-Baptiste-de-La-Salle de Rouen de 1924 à 1931. Il est ordonné prêtre en 1939. Dès 1944, il est affecté au service des émissions religieuses à la radiodiffusion française. Plus tard, il est à l'origine de la première messe télévisée au monde.
Au cours de la nuit de Noël 1948 à Notre-Dame de Paris, le cardinal Suhard, archevêque de Paris déclarait : « On peut dire sans excès que cette découverte géniale vient à son heure dans le plan du salut du monde. Tout ce qui permet de prêcher l'Évangile à toute créature doit être cher aux chrétiens. Tout ce qui rassemble les individus et les peuples pour en faire une seule famille humaine concourt à la Rédemption. C'est ce que fait la télévision : en étendant le champ de notre regard, elle élargit le champ de notre conscience et dilate notre cœur. »
Pour compléter la part du financement assurée par l'ORTF (moyens techniques et réalisation) et développer les émissions religieuses dans l'audiovisuel, il fonde une structure de production : le Comité français de radio-télévision (CFRT). Conscient du poids que pouvait prendre la télévision, il fonde donc, le 9 octobre 1949, une émission hebdomadaire de 90 minutes, qui ne s'intitulera Le Jour du Seigneur que le 5 décembre 1954. Il est aussi à l'origine du premier message pascal d'un pape à la télévision, Pie XII, en 1949. 
Il crée les Missionnaires de l'Audiovisuel en 1963. Il crée aussi au Rwanda la Radiovision africaine (projection de diapositives jumelée à la radio, pour l'enseignement et la catéchèse dans la brousse) et les caté-clubs en 1965 à Firfol, près de Lisieux (Calvados).
Il crée en 1972 le Centre international de documentation audiovisuelle de Lisieux (CIDAL) dans un ancien relais de poste à L'Hôtellerie, dans le Calvados.
Il reste le producteur de l'émission Le Jour du Seigneur jusqu'en 1976.
Il est aussi le cofondateur, en 1947, de Radio-Loisirs, futur Télérama.
En 1988, il demande aux compositeur et parolier Francis Lai et Louis Amade d'écrire une chanson, sur le thème de la Vierge Marie, et à Mireille Mathieu de l'interpréter à Notre-Dame de Paris pour le 40e anniversaire de la première messe télévisée. La chanson Marie Media par Mireille Mathieu, texte de Louis Amade est sur YouTube.

## Publications
- Janick Arbois et Raymond Pichard, Radio-télévision pour le Christ : histoire de la radio et de la télévision catholiques, Paris, A. Fayard, coll. « Je sais, je crois » (no 132), 1960, 127 p. (BNF 33135751).

### Filmographie
- Marie Viloin (réal.), « Raymond Pichard : histoire d'une vocation médiatique » [vidéo], Le Jour du Seigneur, sur YouTube, 2 décembre 2018 [présentation en ligne].